# Каштру, Жуан ди
Дон Жуа́н де Ка́штру (порт. João de Castro; 27 февраля 1500, Лиссабон — 6 июня 1548, Гоа) — португальский государственный и военный деятель. Четвёртый вице-король Португальской Индии.

## Биография
Жуан де Каштру родился 27 февраля 1500 года в семье А́лвару де Каштру, гражданского губернатора Лиссабона. Вместе с сыном короля Мануэла I учился у известного математика Педру Нунеша. В возрасте восемнадцати лет переехал в Танжер, где жил при дворе губернатора Дуарте де Менезеша.
В 1535 году сопровождал инфанта Луиша во время осады Туниса. Отличился в бою, после чего отказался принять награду из рук императора Карла V, пояснив это тем, что служит королю Португалии, от которого и ожидает благодарность. В 1538 году вернулся в Лиссабон, но вскоре уехал в Индию со своим дядей. В 1540 году под руководством Эштевана да Гамы отправился в экспедицию в Египет, где провёл восемь месяцев. Во время жизни в Индии много времени уделял изучению местной культуры.
После возвращения в Португалию в 1543 году был назначен командующим флотом, который вёл борьбу против пиратов в водах Атлантического океана. В 1545 году с шестью кораблями де Каштру вновь отправился в Индию чтобы сменить на посту губернатора Мартина Афонсу де Соузу. Успешно действовал при осаде Диу. После этого португальцы захватили Бхаруч, полностью подчинили Малакку и Цейлон. 
В 1547 году под конец каденции губернатора король Жуан III продлил срок полномочий Жуана де Каштру ещё на 3 года в качестве 14-го губернатора с пожалованием почётного титула вице-короля Индии и отправил 10 000 крузаду для уплаты его долгов. Король осознавал необходимость обеспечения безопасности португальского государства в Индии, где постоянно должны были находиться боеспособные силы, и велел подготовить для отправки на Восток 4 корабля (видимо, карраки) и 2 каравелы с 800 солдатами, но для удобства разделил их на 2 эскадры. Первой командовал Мартин Коррейя да Силва на корабле «Урса» (Медведица), капитаном каравеллы «Розариу» был Криштован де Са, второй каравелы — Антониу Перейра. Корабли Мартина Коррейи да Силвы вышли 1 ноября 1547 года. В пути они отстали друг от друга, собрались вместе  в Мозамбике и отчалили оттуда 15 марта 1548 года. В мае Антониу Перейра бросил якоря в Ормузе, где и перезимовал. Коррейя да Силва прибыл к острову Ажидив (Angediva) 25 мая и остался там провести зиму. Более удобным курсом проследовал Криштован де Са, который пришвартовался в Гоа 22 мая 1548 года. Вторая эскадра под командованием Франсишку Баррету вышла из Лиссабона в начале декабря 1547 года. Зима была проведена в Мозамбике. К гавани Гоа корабли подошли в августе 1548 года. С эскадрами пришли письма от короля, королевы и инфанта, датированные октябрём 1547 года.
Жуан де Каштру успел воспользоваться громким титулом весьма короткое время, поскольку вскоре тяжело заболел. Осознавая серьёзность ситуации, уединился для исповеди с Франциском Ксаверием. Скончался в Гоа 6 июня 1548 в возрасте 48 лет, останки прибыли в Португалию спустя несколько лет (по данным Мануэла де Фарии-и-Созы, в 1576 году) и были захоронены в Лиссабоне.
Жерониму Корте Реал воплотил Жуана де Каштру в героическом персонаже приравненной к хроникам эпической поэмы (21 песня) «Успех при второй осаде Диу, когда в 1546 году комендантом крепости был дон Жуан де Машкареньяш» (Sucesso do Segundo Cerco de Diu, estando D. João de Mascarenhas por capitão da fortaleza, 1574), которую посвятил королю Себастьяну I.